# Jane Fonda
Jane Seymour Fonda (født 21. december 1937) er en amerikansk skuespiller og forfatter.
Jane Fonda var modstander af krigen i Vietnam og krigen i Irak.
I 1980'erne og 1990'erne var hun meget aktiv med at skrive bøger og producere videofilm med sit motionsprogram, Jane Fonda Workout.
Hun har vundet Oscar for bedste kvindelige hovedrolle 2 gange; i 1971 med filmen Klute og i 1978 med Coming Home.
Hun er datter af skuespilleren Henry Fonda og søster til skuespilleren Peter Fonda.
Hun har været gift 3 gange:
1. Roger Vadim (1965-73), en fransk filminstruktør. De har sammen datteren Vanessa Vadim (født 1968)
2. Tom Hayden (1973-90), amerikansk politiker. De har sønnen Troy Garity (født 1973)
3. Ted Turner (1991-2001), grundlægger af CNN